# Тракция
Тра́кция, вытяже́ние — в ортопедической медицине набор методов для длительного растяжения конечностей либо мышц. Применяют как метод лечения при переломах, а также при лечении позвоночника (тракция позвоночника).

## Исторический очерк
Тракционное вытяжение как метод лечения заболеваний позвоночника известен с древних времен. Великий ученый Гиппократ, живший в V в. до н. э., с успехом использовал данный вид физиотерапии для лечения заболеваний опорно-двигательного аппарата.

## Тракция при переломах
Применяется для фиксации осколков кости либо коррекции возникшей деформации. Достигается путём создания постоянной тяги по оси конечности при помощи гирь, канатов, блоков и специальных приспособлений. Требует длительного (до нескольких месяцев) постельного режима.

## Тракция позвоночника
Тракция позвоночника (вытягивание позвоночника) позволяет:
- увеличить расстояние между телами позвонков;
- лечить позвонковые грыжи (в пространстве, занимаемом диском, создается пониженное давление в результате чего возникает всасывающее усилие, и вещество диска (грыжи) может быть перемещено в межпозвонковые области, заполненные дисками.);
- укрепить и разработать труднодоступные мелкие мышцы и связки позвоночника, что способствует укреплению спинной мускулатуры в целом;
- межпозвонковым дискам реабсорбировать жидкость и восстанавливать свою структуру;
- расслабить напряженные околопозвоночные мышцы (они вытягиваются между позвонков);
- улучшить кровообращение в сосудах позвоночника.

Для тракции позвоночника используют несколько методик:
- Аутогравитационная терапия. Воздействие на позвонки, мышцы определяется весом самого пациента. Это делает процедуру бестравматичной и дает возможность домашнего лечения.
- Гравитационная терапия. Позвоночник вытягивают при помощи утяжелителей. Пациента кладут на специальную кушетку, где он закрепляется и подвергается процедуре. Возможно проведение терапии в воде.
- Физические упражнения. Вис на турнике, работа с гирями и т. д.

Все методики имеют преимущества и недостатки.
Гравитационная терапия работает над всем позвоночником, но из-за риска травмы возможна только при участии специалистов и в медицинских центрах. Она бывает сухой и подводной. При сухой терапии пациента располагают на специальной аппарате (чаще всего кушетки), где его позвоночник растягивают с помощью ремней. При подводном вытягивании пациент находится в воде вертикально. Он держится за поручни, чтобы не тонуть (либо его фиксируют ремнями), к поясу или ногам прикрепляют специальные грузы для усиления вытягивания позвоночника.
Работа с турником доступна для физически развитых людей, плюс, верхние отделы позвоночника практически не вытягиваются. Кроме этого при висе на турнике, в первую очередь, позвоночник растягивается в местах, где находится слабые мышцы, а не спазмированные.
При аутогравитационной терапии происходит тракция позвоночника при помощи своего собственного веса. Пациент ложится на специальный аппарат, который приподнимает локальный участок позвоночника и заставляет его вытянуться. Такой вид лечения возможно проводить дома.